# Лідія Девіс
Лідія Девіс (англ. Lydia Davis, * 15 липня 1947, Нортгемптон, Массачусетс) — американська письменниця, мовознавиця, перекладачка, викладачка університету. Лауреатка Міжнародної Букерівської премії (Man Booker International Prize) за 2013 рік, присудженої за її життєвий доробок.
Перекладачка французької літератури, англійською перекладала твори Марселя Пруста, Гюстава Флобера, П'єра Жана Жува, Моріса Бланшо.

## Життєпис
Лідія Девіс виросла у Саутгемптоні та Нью-Йорку. Певний час жила в Австрії, згодом переїхала на три роки до Ірландії, після чого оселилася у Франції, де почала кар'єру перекладачки. Спершу Девіс займалася перекладом для кінематографу та мистецьких галерей, згодом перейшла на художній переклад.
Була одружена з американським письменником Полом Остером, народила сина Деніела. В другому шлюбі з художником Аленом Коутом народила сина Тео. Мешкає в Нью-Йорку, де викладає «креативне письмо» (creative writing) в університеті Олбані.

## Вибрані твори
- The Thirteenth Woman and Other Stories, Living Hand. 1976.
- Sketches for a Life of Wassilly. Station Hill Press. 1981. ISBN 978-0-930794-45-3.
- Story and Other Stories. The Figures. 1985. ISBN 978-0-935724-17-2.
- Break It Down. Farrar Straus Giroux. 1986. ISBN 0-374-11653-9.
- The End of the Story. Farrar Straus & Giroux. 1994. ISBN 978-0-374-14831-7
- Almost No Memory. Farrar Straus & Giroux. 1997. ISBN 978-0-374-10281-4.
- Samuel Johnson Is Indignant. McSweeney's. 2001. ISBN 978-0-9703355-9-3
- Varieties of Disturbance. Farrar Straus and Giroux. May 15, 2007. ISBN 978-0-374-28173-1
- Proust, Blanchot, and a Woman in Red. Center for Writers and Translators. 2007. ISBN 9780955296352
- The Collected Stories of Lydia Davis. Farrar, Straus and Giroux. 2009. ISBN 978-0-374-27060-5
- The Cows. Sarabande Books. 2011. ISBN 9781932511932

## Громадська діяльність
У 2018 р. підписала звернення Американського ПЕН-центру на захист українського режисера Олега Сенцова, політв'язня у Росії.